# Ciclismo nos Jogos Pan-Americanos de 2007 - Velocidade por equipes masculino
A prova de velocidade por equipes masculino foi um dos eventos do ciclismo de pista nos Jogos Pan-Americanos de 2007, no Rio de Janeiro. Foi disputada no Velódromo da Barra entre nos dias 18 e 19 de julho com 15 ciclistas de 5 países.

## Medalhistas
|  | CUB Cuba                                     |  | VEN Venezuela                                  |  | COL Colômbia                                  |
|  | Ahmed López Julio César Herrera Yosmani Poll |  | Hersony Canelón Andris Hernández César Marcano |  | Leonardo Narváez Hernán Sánchez Marzuki Mejía |

## Resultados

### Classificatória
| Pos. | Ciclista                                       | CON           | Tempo    | Velocidade  | Qual. |
| ---- | ---------------------------------------------- | ------------- | -------- | ----------- | ----- |
| 1    | Ahmed López Julio César Herrera Yosmani Poll   | CUB Cuba      | 46.678 s | 57.843 km/h | QF    |
| 2    | Hersony Canelón Andris Hernández César Marcano | VEN Venezuela | 46.798 s | 57.694 km/h | QF    |
| 3    | Leandro Botasso Diego Grosso Sergio Guatto     | ARG Argentina | 47.282 s | 57.104 km/h | QB    |
| 4    | Leonardo Narváez Hernán Sánchez Marzuki Mejía  | COL Colômbia  | 12.707 s | 56.840 km/h | QB    |
| 5    | Davi Romeo Marcos Alcântara Fernando Firmino   | BRA Brasil    | 48.289 s | 55.913 km/h |       |

### Disputa pelo bronze
| Pos. | Ciclista                                      | CON           | Tempo    | Velocidade  |
| ---- | --------------------------------------------- | ------------- | -------- | ----------- |
| 3    | Leonardo Narváez Hernán Sánchez Marzuki Mejía | COL Colômbia  | 47.559 s | 56.771 km/h |
| 4    | Leandro Botasso Diego Grosso Sergio Guatto    | ARG Argentina | 47.761 s | 56.531 km/h |

### Final
| Pos. | Ciclista                                       | CON           | Tempo    | Velocidade  |
| ---- | ---------------------------------------------- | ------------- | -------- | ----------- |
| 1    | Ahmed López Julio César Herrera Yosmani Poll   | CUB Cuba      | 46.640 s | 57.890 km/h |
| 2    | Hersony Canelón Andris Hernández César Marcano | VEN Venezuela | 46.972 s | 57.481 km/h |

## Classificação final
| Pos.              | CON           |
| ----------------- | ------------- |
| Medalha de ouro   | CUB Cuba      |
| Medalha de prata  | VEN Venezuela |
| Medalha de bronze | COL Colômbia  |
| 4                 | ARG Argentina |
| 5                 | BRA Brasil    |